# Diurétique
Un diurétique est une substance qui entraîne une augmentation de la sécrétion urinaire et qui peut être utilisée notamment pour traiter l'hypertension artérielle, l'insuffisance cardiaque, certains œdèmes, l'hypertension portale. 

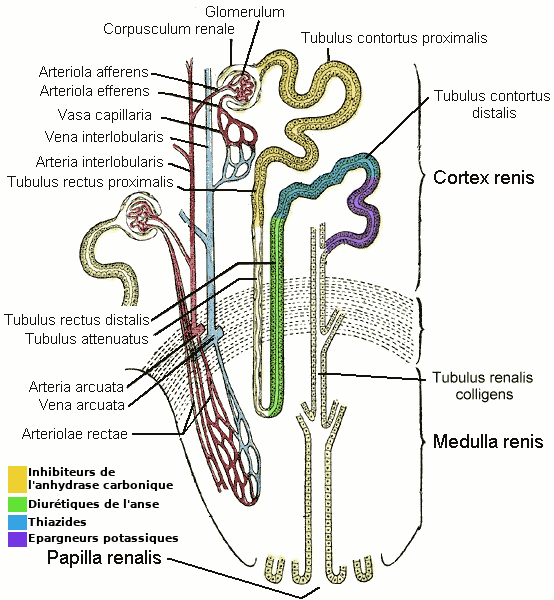
Schéma d'un néphron, tiré du Gray, avec un code couleur pour visualiser où agissent les différents diurétiques.

Certaines de ces substances sont utilisées comme médicaments : elles inhibent la réabsorption rénale des ions sodium et entraînent une augmentation de l'élimination urinaire en eau et en sodium.
Les autres sont qualifiées de substances à effet diurétique : théobromine, théophylline, caféine, alcool.

## Historique
Les diurétiques médicamenteux sont l'un des premiers traitements de l'hypertension artérielle ; ils ont été utilisés dès les années 1950 dans ce but.
L’expérience au cours des 40 dernières années a montré que ces agents sont efficaces pour réduire la pression artérielle ainsi que les complications cardiovasculaires qui y sont liées. Les diurétiques de type thiazide sont les agents qui sont le plus couramment utilisés. Leur utilisation est présentement recommandée en première intention dans le traitement de l’hypertension systolo-diastolique et systolique isolée, sans autre complication formelle. Ils agissent principalement par leur mécanisme d’excrétion accrue du sodium et de l’eau, permettant ainsi une réduction du volume plasmatique. Leur mode d’action inclut également un effet sur la paroi vasculaire possiblement relié à une réduction de l’effet vasoconstricteur de la noradrénaline. L’hydrochlorothiazide demeure le traitement standard. La chlorthalidone est similaire à l’hydrochlorothiazide mais sa durée d’action est plus prolongée. Finalement, l’indapamide a également des effets semblables et il est associé aux effets bénéfiques des diurétiques de type thiazide dans le traitement de l’hypertension. Les diurétiques agissant sur l’anse de Henle sont des agents puissants dont l’usage est réservé principalement chez les patients hypertendus présentant une insuffisance rénale. Ils ont une durée d’action plus courte que l’hydrochlorothiazide. L’utilisation du furosémide est généralement réservée aux patients hypertendus ayant une clairance de la créatinine inférieure à 30 mL/min et à ceux qui ont une surcharge volémique importante. Il existe finalement des diurétiques épargneurs de potassium qui agissent sur la partie distale du tubule rénal tels que la spironolactone et l’amiloride. La spironolactone est un antagoniste de l’aldostérone qui provoque une perte de sodium accompagnée d’une rétention de potassium. L’amiloride possède un effet similaire sur la rétention potassique (bien qu’il n’agisse pas par l’intermédiaire de l’aldostérone et qu’il bloque spécifiquement un canal sodique), mais son effet antihypertenseur est généralement considéré moindre que celui de la spironolactone. Ces deux agents sont réservés pour le traitement d’hypertensions particulières telles que les cas d’hyperaldostéronisme ou encore dans celui d’hypertension artérielle résistante associée à une insuffisance cardiaque. Dans certaines circonstances, ces diurétiques sont associés à l’hydrochlorothiazide afin de prévenir une hypokaliémie. Un antagoniste sélectif de l’aldostérole, l’éplérénole, vient d’être commercialisé.

## Classifications
Il existe deux manières de classer les diurétiques.

### Classification selon le site d’action au niveau rénal
Il existe trois familles de diurétiques, aucune n'agissant sur le tube contourné proximal :
1. Les diurétiques de l'anse, qui agissent au niveau de l'anse de Henle ;
2. Les diurétiques thiazidiques, qui agissent au niveau du tube contourné distal ;
3. Les diurétiques hyperkaliémiants, qui agissent au niveau du tube contourné distal et du tube collecteur :
  - soit diurétiques anti-aldostérone,
  - soit diurétiques inhibiteurs du canal du sodium.

### Selon l'action sur lakaliémie
Cette action dépend de leur action sur le site 4 :
1. Diurétiques hypokaliémiants (favorisant l’élimination du potassium dans les urines) :
  - diurétiques de l'anse,
  - diurétiques thiazidiques ;
2. Diurétiques hyperkaliémiants (épargnant l’élimination du potassium dans les urines).

## Indications en médecine
Les principales indications sont :
- l'insuffisance cardiaque : permet de diminuer le volume sanguin et donc, le travail cardiaque ;
- l'hypertension artérielle : diminution du volume sanguin et donc des pressions ;
- les syndromes œdémateux sans cause locale ;
- certaines pathologies rénales ;

L'emploi des diurétiques n'est guère justifié dans :
- l'obésité : le poids perdu correspond à de l'eau et non à de la graisse ;
- les œdèmes d'origine locale (compression, mauvais état veineux…).

## Contre-indications
- Insuffisance rénale pour les diurétiques hyperkaliémiants et les diurétiques thiazidiques.
- Allergie aux sulfamidés (thiazidiques, diurétiques de l'anse), etc.
- Toxémie gravidique (rejetés par la plupart des auteurs).

## Interactions médicamenteuses
Des interactions sont notamment possibles avec les médicaments suivants : digitaliques, hypotenseurs, sels de lithium, antivitamines K, anti-inflammatoires non stéroïdiens, certains antibiotiques.

## Effets indésirables
- Déshydratation, hypotension, insuffisance rénale fonctionnelle.
- Hyperuricémie (taux d’acide urique dans le sang supérieur à la normale), désordres lipidiques.
- Soif.
- Alcalose métabolique.
- Surdité (diurétiques de l'anse).
- Effets endocriniens génitaux (anti-aldostérones).
- Pour les diurétiques thiazidiques et les diurétiques de l'anse : hyponatrémie (taux de sodium dans le sang inférieur à la normale), hypokaliémie (taux de potassium dans le sang inférieur à la normale)
- Pour les diurétiques épargneurs du potassium : hypomagnésémie (taux de magnésium dans le sang inférieur à la normale), hyperkaliémie (taux de potassium dans le sang supérieur à la normale).

## Surveillance du traitement
Une surveillance clinique et biologique est nécessaire en cours de traitement. Elle doit être attentive pour les personnes âgées, particulièrement exposées aux effets indésirables : hypotension orthostatique, dyskaliémie (hypo- ou hyperkaliémie), etc.
La surveillance comprend notamment l'examen des points suivants :
- courbe de poids et courbe de diurèse ;
- importance des œdèmes ;
- pression artérielle (en décubitus et en orthostatisme) ;
- sodium urinaire des 24 heures ;
- ionogramme sanguin (à la recherche notamment d'une modification du Na+ et du K+) ;
- uricémie, glycémie ;
- Électrocardiogramme (en cas de digitalisation associée).

## Principaux diurétiques
- Diurétiques de l'anse : Furosémide...
- Diurétiques thiazidiques
- Diurétiques épargneurs de potassium : spironolactone...
- Diurétiques osmotiques (diurétiques qui limitent la réabsorption de l'eau au niveau des tubes urinaires des néphrons. Leur mode de fonction est une élimination des ions sodium et chlore du plasma afin de provoquer un phénomène d'osmose qui extrait ainsi l'eau du plasma et l'entraîne dans le flux urinaire).
- L'ocytocine, l'hormone qui déclenche le travail de l'accouchement, agit comme un diurétique naturel avant et après l'accouchement, en abaissant le taux de chlore.
- Autres substances à effet diurétique, dont les diurétiques naturels : plus d'une vingtaine de légumes, certains fruits (fraises, melons, tomates, etc.), mais aussi l'avoine, le vinaigre de cidre, le thé, le maté, le café, etc.[réf. souhaitée]